# Hohenstaufenring 57

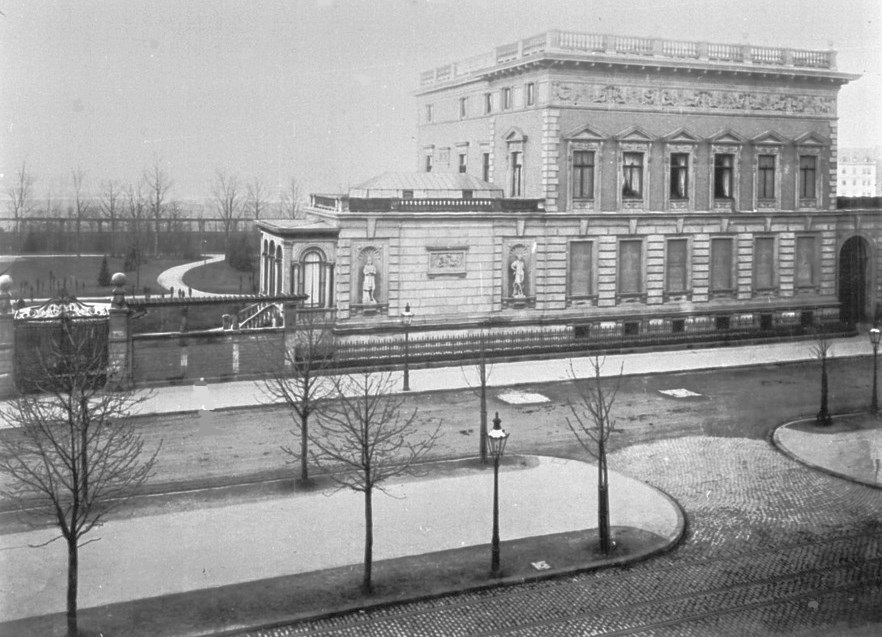
Palais Oelbermann (um 1895)

Das Haus Hohenstaufenring 57 (heute Nr. 55) / Beethovenstraße in Köln an den Kölner Ringen war als Palais Oelbermann nach seinem wohlhabenden Bauherrn Emil Oelbermann benannt.

## Entstehungsgeschichte
Oelbermann erwarb sein Vermögen durch Im- und Exportgeschäfte im Textilhandel in den USA und kehrte mit seiner Ehefrau Laura im Jahr 1880 nach Köln zurück. Zunächst wohnten sie hier provisorisch im Excelsior Hotel Ernst und dann um Haus Unter Sachsenhausen 4.
Das Palais auf dem Grundstück Hohenstaufenring 57 wurde 1889–1890 nach Entwurf des Architekten Hermann Otto Pflaume im Stil der Neurenaissance erbaut und galt als einer der prachtvollsten Wohnbauten in Köln. Es zeugte durch seine Außen- und Innengestaltung vom Reichtum der vermögenden Besitzer. Bereits im Mai 1897 verstarb Emil Oelbermann. Da auch alle gemeinsamen Kinder bis 1904 verstorben waren, lebte seine Witwe Laura Oelbermann allein in dem großen Haus.

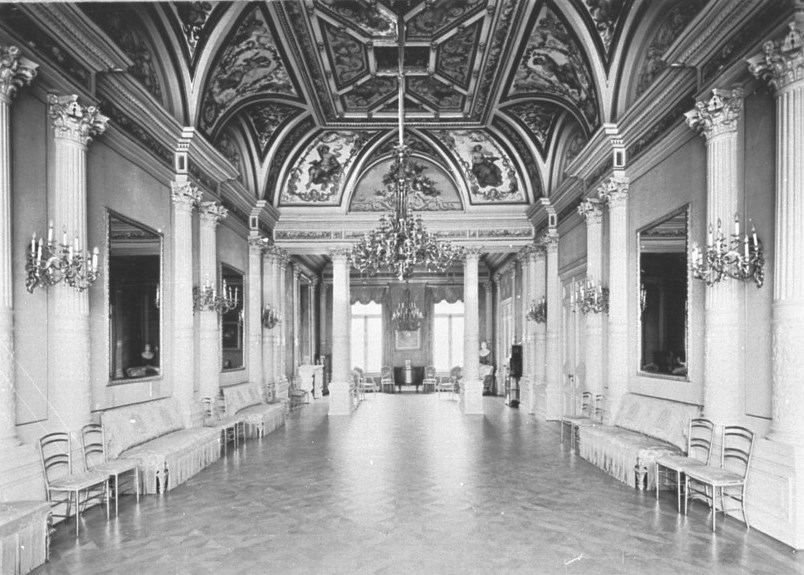
Salon im Palais Oelbermann, um 1895

Laura Oelbermanns Schmuck war Stadtgespräch, ihre Ausfahrten in einem Vierspänner waren ein gesellschaftliches Ereignis: „Lurens, de Frau Oelbermann jeht us“ (Schau mal, die Frau Oelbermann geht aus). Laura Oelbermann besaß als Alleinerbin ihres verstorbenen Ehemanns etliche Häuser am Hohenstaufenring, und zwar die Nr. 30, 32, 48, 50, 52 und 54, außerdem die Häuser Engelbertstraße 38 und Jahnstraße 36 und 38. Für ihre umfangreiche Kunstsammlung erwarb sie am 29. Mai 1916 ein Werk von Max Liebermann von Galerist Paul Cassirer und betrieb im Palais eine Kunstgalerie. Sie gehörte zu den vermögendsten Bürgern Kölns. Eine ihrer vielen Spenden ermöglichte den Bau des von dem Berliner Architekten Robert Leibnitz geplanten Auguste-Viktoria-Hospitals in Jerusalem, dessen Grundsteinlegung am 31. März 1907 stattfand, und das am 9. April 1910 fertiggestellt wurde. Wegen ihrer sozialen Spendenleistungen erhob sie Wilhelm II. noch im August 1918 in den Adelsstand, fortan nannte sie sich Laura Freifrau von Oelbermann.

## Nach dem Tod von Laura Oelbermann
Nach dem Tod von Laura Oelbermann am 3. Juni 1929 führte das Kunsthaus Lempertz aufgrund ihrer testamentarischen Verfügung am 11. Dezember 1929 eine Auktion aller Kunstwerke im Palais Oelbermann durch. Das Palais wurde 1930–1931 durch den Kölner Architekten Helmuth Wirminghaus zu einem Wohnheim für berufstätige Frauen umgestaltet und erweitert. Dabei entdeckte man 1930 bei den Umbauarbeiten 15 Skelette in Gräbern, die wohl zu einem spätrömischen Friedhof gehörten. Unter anderem fand man eine Münze von Constantin dem Großen, in einem Grab lagen reich ornamental und figürlich verzierte Bronzebeschläge eines Kastens sowie ein stattlicher Humpen mit reichster Barbotine-Auflage und weiß gemalter Inschrift. Das der Oelbermann-Stiftung gehörende Gebäude überstand den Zweiten Weltkrieg und wurde ab Dezember 1949 instand gesetzt. Am 22. April 1950 zog der Kunstsalon Hermann Abels hier ein. Das in die Jahre gekommene Gebäude wurde 1981 abgerissen und durch einen Wohnbau ersetzt.